# Vrouwenvoetbalvereniging Alkmaar
Il Vrouwenvoetbalvereniging Alkmaar, citata anche come VV Alkmaar, è stata una società calcistica femminile olandese con sede nella città di Alkmaar.

## Storia
La squadra, istituita nel 2017, venne iscritta direttamente alla stagione 2017-2018 di Eredivisie, il massimo livello del campionato olandese femminile di calcio, dopo che AZ Alkmaar e Telstar decisero di continuare l'attività agonistica confluendo in una nuova società.
Nei sei campionati disputati i risultati ottenuti furono sempre nella parte bassa della classifica, con la migliore posizione, la sesta, raggiunta nelle edizioni 2018-2019 e 2019-2020. Anche in Coppa il piazzamento migliore fu raggiungere i quarti di finale in tre occasioni, compresa l'edizione 2019-2020 poi annullata come provvedimento per contenere la diffusione della pandemia di COVID-19 nei Paesi Bassi.
Al termine della stagione 2022-2023 la dirigenza prende la decisione di sciogliere il club e di cedere la licenza all'AZ Alkmaar, che ricostituisce la prima sezione femminile tornando in Eredivisie dopo dodici anni.

## Organico

### Rosa 2018-2019
Rosa, ruoli e numeri di maglia come da sito ufficiale e Soccerway.com aggiornati al 14 gennaio 2019.
| N. |                        | Ruolo | Calciatrice       |
| -- | ---------------------- | ----- | ----------------- |
| 1  | Paesi Bassi (bandiera) | P     | Paulina Quaye     |
| 2  | Paesi Bassi (bandiera) | D     | Jasmijn Duppen    |
| 3  | Paesi Bassi (bandiera) | D     | Anna Ursem        |
| 4  | Paesi Bassi (bandiera) | D     | Beau Rijks        |
| 5  | Paesi Bassi (bandiera) | C     | Jamie Altelaar    |
| 6  | Paesi Bassi (bandiera) | C     | Yvette Derks      |
| 7  | Paesi Bassi (bandiera) | A     | Mireille Eilander |
| 8  | Paesi Bassi (bandiera) | D     | Louise Bos        |
| 9  | Paesi Bassi (bandiera) | A     | Chelsea Kenton    |
| 10 | Paesi Bassi (bandiera) | A     | Anne-Fleur Duppen |
| 11 | Paesi Bassi (bandiera) | A     | Simone Kets       |

| N. |                        | Ruolo | Calciatrice         |
| -- | ---------------------- | ----- | ------------------- |
| 12 | Paesi Bassi (bandiera) | C     | Silvie van der Plas |
| 13 | Paesi Bassi (bandiera) | A     | Anna Knol           |
| 14 | Paesi Bassi (bandiera) | A     | Jolet Lommen        |
| 15 | Paesi Bassi (bandiera) | D     | Daphne Nierop       |
| 16 | Paesi Bassi (bandiera) | P     | Nicolle Martens     |
| 18 | Paesi Bassi (bandiera) | C     | Sanne Koopman       |
| 19 | Paesi Bassi (bandiera) | A     | Robin Beemsterboer  |
| 20 | Paesi Bassi (bandiera) | C     | Nena Hopmans        |
|    | Paesi Bassi (bandiera) | D     | Nicole Stoop        |
|    | Paesi Bassi (bandiera) | C     | Rachel van Netten   |
|    | Paesi Bassi (bandiera) | A     | Chanté Dompig       |

### Staff tecnico
- Corina Dekker - Allenatrice ad interim